# Ушаков, Константин Иванович
Константи́н Ива́нович Ушако́в (23 октября 1907, посёлок Невьянский Завод, Екатеринбургский уезд, Пермская губерния, Российская империя — 12 июля 1995, город Москва, Россия) — инженер-металлург, организатор производства, учёный в области металлургии, доктор технических наук, профессор, заслуженный деятель науки и техники РСФСР (1973), лауреат Государственной премии СССР (1982).

## Биография

### Детство и учёба
Родился и вырос в частновладельческом посёлке при Невьянском чугуноплавильном и железоделательном заводе — одном из старейших металлургических предприятий Урала, первом в мире городе-заводе, основанном в 1701 г. Место рождения повлияло на выбор будущей профессии. Учился в старейшем профессиональном учебном заведении Урала, ведущем свою историю с 1721 г. — Свердловском горно-металлургическом техникуме, по окончании которого в 1931 г. поступил в Уральский политехнический институт. В 1934 г. окончил институт, получив квалификацию инженера в области цветной металлургии.

### Работа
- 1934 — инженер-исследователь НИИ «Уралгинцветмет» (Свердловск, ныне Екатеринбург);
- 1935—1941 — заведующий лабораторией теории металлургических процессов Уральского политехнического института (Свердловск);
- 1941—1947 — начальник участка, заместитель начальника цеха, главный инженер Кировградского медеплавильного завода (Свердловская область);
- 1947—1954 — директор Медногорского медно-серного комбината (Чкаловская (ныне Оренбургская) область);
- 1954—1957 — начальник Главного управления медной и никелевой промышленности («Главмедьникель») Министерства цветной металлургии СССР;
- 1957—1958 — начальник Управления металлургической и горнодобывающей промышленности Оренбургского совнархоза;
- 1958—1985 — заведующий лабораторией пиропроцессов, директор Государственного научно-исследовательского института цветных металлов «Гинцветмет» (Москва)[3].

### Спорт
К. И. Ушаков был страстным поклонником хоккея. Будучи директором Медногорского медно-серного комбината, сам играл в хоккей с мячом на городском стадионе. В 1953 г. он пригласил в Медногорск для показательных выступлений две команды из других городов, игравшие в «канадский» хоккей — с шайбой. С 1955 г., когда Ушаков уже покинул Медногорск, к тренировкам по хоккею с шайбой приступила и местная команда «Медносерный комбинат». В 1956 г. она впервые выступила на турнире. Так было положено начало хоккейному клубу «Металлург» (Медногорск).
По инициативе Ушакова в 1949 году на стадионе в Медногорске были сооружёны баскетбольные площадки и теннисный центр с четырьмя открытыми кортами, один из которых был с красно-коричневым грунтовым покрытием и с сетчатым ограждением. На кортах проходили тренировки любителей и городские соревнования. Рядом со стадионом реку Блява перегородили плотиной, создав пруд площадью 3000 м² (впоследствии он был ликвидирован).

## Технологические разработки
К. И. Ушаков — один из создателей научной школы пирометаллургии, автор более ста научных публикаций. Под его руководством разработаны и внедрены в производство:
- технология и устройство плавильного агрегата взвешенной плавки на Алмалыкском горно-металлургическом комбинате (город Алмалык, Узбекистан);
- автоклавная технология переработки пирротиновых концентратов на Норильском горно-металлургическом комбинате (Норильск);
- технология автогенной плавки медного сульфидного сырья в шахтных печах на дутье, обогащенном кислородом на Медногорском медно-серном комбинате;
- производство медной фольги на Пышминском медеэлектролитном заводе в Свердловской области (ныне предприятие «Уралэлектромедь») и на Кыштымском медеэлектролитном заводе в Челябинской области.

За разработку и промышленное внедрение на Алмалыкском горно-металлургическом комбинате технологии и оборудования высокоэффективного головного процесса автогенной кислородно-факельной плавки с утилизацией серы и тепла отходящих металлургических газов группе специалистов, куда входил и К. И. Ушаков, в 1982 году присуждена Государственная премия СССР.

## Награды
- Орден Ленина (1977)
- Орден Трудового Красного Знамени (1967)
- Медаль «В ознаменование 100-летия со дня рождения Владимира Ильича Ленина»
- Медаль «Тридцать лет Победы в Великой Отечественной войне 1941—1945 гг.»
- Медаль «Сорок лет Победы в Великой Отечественной войне 1941—1945 гг.»
- Медаль «50 лет Победы в Великой Отечественной войне 1941—1945 гг.»
- Медаль «За доблестный труд в Великой Отечественной войне 1941—1945 гг.»
- Медаль «Ветеран труда»
- Государственная премия СССР (1982)
- Почётное звание «Заслуженный деятель науки и техники РСФСР» (1973)

## Избранные публикации

### Монография
- Шахтная плавка сульфидного сырья и пути её усовершенствования. М.: Металлургия, 1981. — 152 с. (соавт.: Р. И. Фельман, В. И. Садыков).

### Авторские свидетельства (частично)
- А. с. № 159036 «Способ переработки медных сульфидных руд путём медносерной плавки». Приоритет 26.02.1963. Опубл. 1963, Бюлл. Госкомизобретений № 23. (соавт.: В. И. Садыков, Г. З. Гениатуллин, В. Н. Урубко, Р. А. Лешевский, И. В. Новак, P. И. Фельман).[9]
- А. с. № 550440 «Шихта для приготовления брикетов». Приоритет 07.06.1974. Опубл. 15.03.1977. (соавт.: P. И. Фельман, Л. А. Блинова).
- А. с. № 908888 «Способ переработки сульфидного сырья». Приоритет 03.11.1978. Опубл. 28.02.1982. (соавт.: М. Е. Хилько, P. И. Фельман, В. И. Садыков, Е. И. Калнин, П. А. Ковган).